# Джип Розетти
Джузеппе Коломбано «Джип» Розетти (итал. Giuseppe Colombano "Gyp" Rosetti) — персонаж американского драматического телесериала «Подпольная империя» на канале HBO. Персонаж был создан Теренсом Уинтером и сыгран Бобби Каннавале. Розетти — нью-йоркский гангстер, который работает на Джо Массерию (Иво Нанди). Вспыльчивый, обидчивый и мстительный, Розетти является основным антагонистом третьего сезона.

## Вымышленная биография
Розетти родился в Сперлинге, небольшой итальянской коммуне на Сицилии. Он вырос в бедности, живя в хижине, высеченной в пещере. Его отец был каменщиком и умер, когда ему было 50. Розетти в конце концов эмигрировал в США и начал работать на итальянского босса мафии Джо Массерию. Он руководит борделями, ночными клубами и игорными притонами в южном Манхэттене. Розетти живёт в квартире с женой, двумя дочерьми и тёщей. Несмотря на то, что он может убить за незначительное замечание, Розетти не мстит, когда его жена и тёща открыто издеваются над ним. Он также изображён с садомазохистскими сексуальными вкусами — одна из его любовниц душила его ремнём, пока он мастурбировал, а другая оскорбляла его во время прелюдии.
В первой сцене третьего сезона Розетти забивает человека до смерти монтировкой за необдуманное замечание в адрес Розетти. Позже, за безобидное высказывание вслух своего мнения, он закапывает по шею в песок кузена своего подручного Тонино и забивает его лопатой. В канун Нового года (31 декабря 1922) Розетти едет в Атлантик-Сити с целью приобрести партию контрабандного спиртного у Наки. Для того, чтобы упростить свои операции и держать закон на расстоянии, Наки решает продавать алкоголь исключительно Арнольду Ротштейну (Майкл Стулбарг). Розетти, предвидя 50% наценки, если бы он выкупал алкоголь уже у Ротштейна, проклинает Наки и уезжает в Нью-Йорк. Затем он оккупирует маленький городок Тэйбор-Хэйтс, стоящий на полпути между Атлантик-Сити и Нью Йорком, и блокирует отгрузки Наки, направляющиеся к Ротштейну. Так как Тэйбор-Хэйтс находится на единственной дороге, подходящей для зимнего трафика между городами, и там находится последняя бензоколонка для заправки грузовиков до Нью Йорка, у Наки не остаётся возможности доставлять алкоголь. В конце концов Наки заключает перемирие с Розетти, продав ему партию алкоголя на месяц, и Розетти соглашается покинуть Тэйбор-Хэйтс. Однако Розетти меняет решение, оскорбившись, когда ему передают послание от Наки: «Bone for tuna» — неправильное произношение «Buona fortuna», что на итальянском означает «Удачи!». Это усугубляется тем, что Розетти убивает 11 человек Наки, сопровождающих новую партию виски. Ротштейн, убеждённый Наки в том, что Розетти их общий враг, отправляет Бенджамина Сигела (Майкл Зеген) убить Розетти. Хотя Сигел и не убивает Розетти, он убивает его людей, что заставляет Розетти вернуться в Нью-Йорк.
В пасхальное воскресенье подручный Розетти, Тонино Сандретти (Крис Калдовино), сообщает ему о всех территориях, которые они потеряли в Нью-Йорке из-за их долгого отсутствия. После ужина Розетти идёт в церковь, где он отчитывает Иисуса за жизнь, данную ему. Затем он избивает священника и крадёт церковные пожертвования. Массерия, разозлённый долгим отсутствием Розетти и его неудачами, уже готов убить его. Но Розетти убеждает Массерию, что его собственные потери ничто, по сравнению со всем тем, что Массерия может потерять из-за сотрудничества Наки и Ротштейна. Розетти уговаривает Массерию пощадить его и дать в помощь своих людей, чтобы убить Наки и Ротштейна и захватить Атлантик-Сити.
Розетти организовывает свои собственные поставки алкоголя из Тэйбор-Хэйтс в Нью Йорк. Предполагая убрать Наки, Ротштейна и Чарли Лучано (Винсент Пьяцца), он взрывает клуб «У Бабетты», где те должны были встретиться для переговоров, но все трое выживают. Вспыхнувшая гангстерская война между Наки и Розетти уносит жизни с обеих сторон, включая посланного ликвидировать Массерию Оуэна Слейтера (Чарли Кокс). Вскоре люди Розетти оккупируют Атлантик-Сити и приходят за самим Наки, но ему удаётся сбежать. Наки ищет защиты у лидера Нортсайда, «Мелка» Уайта (Майкл К. Уильямс). Розетти пытается убедить Уайта сдать Наки, но Уайт не выдаёт его местонахождение. Тем временем Розетти и его люди поселяются в борделе Джиллиан Дармоди (Гретчен Мол). Уайт соглашается поддержать Наки, также как и отозвавшийся на призыв о помощи Аль Капоне (Стивен Грэм).
В свою последнюю ночь Розетти собирается заняться сексом с Джиллиан. Она пытается вколоть ему героин, чтобы убить его в беспомощном состоянии. Но Розетти вовремя понимает, что та делает, одолевает её и во время борьбы вводит ей героин. Спустя некоторое время люди Массерии отправляются обратно в Нью-Йорк, так как Наки и Ротштейн заключили сделку с Массерией и он отозвал свою поддержку от Розетти. Однако люди, работающие на Уайта и Аля Капоне, нападают из засады и убивают людей Массерии. Ричард Хэрроу (Джек Хьюстон) появляется в борделе, чтобы спасти внука Джиллиан, Томми, и в процессе убивает большинство людей Розетти. Розетти и двое из его людей спасаются из кровавой бани, но удача Розетти иссякает, когда Тонино по приказу Наки дважды пронзает его ножом. После Тонино забирает тело Розетти обратно в Нью-Йорк.

## Реакция
Роль принесла Каннавале премию «Эмми» за лучшую мужскую роль второго плана в драматическом сериале в 2013 году. Он также был номинирован, наряду с остальным актёрским составом, на премию Гильдии киноактёров США за лучший актёрский состав в драматическом сериале. Розетти назвали «лучшим телезлодеем» 2012 года по версии IGN.